# نمک اسیدی
نمک اسیدی، (به انگلیسی: Acid S

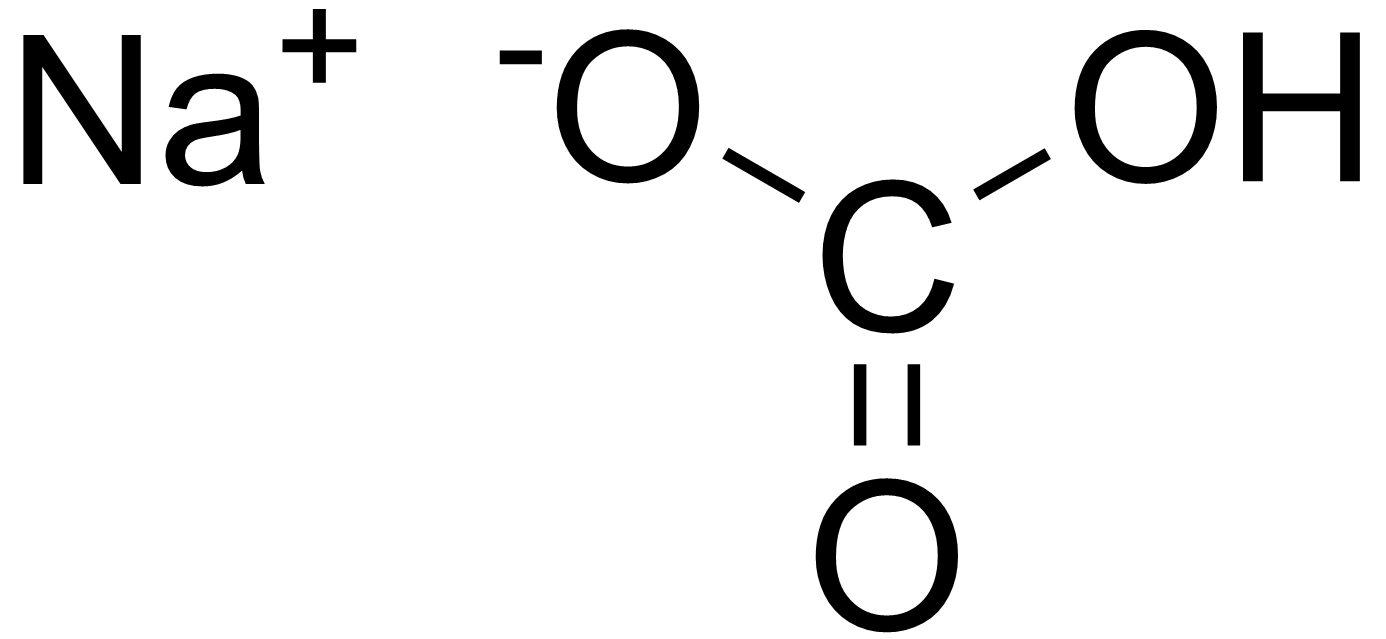
ساختار جوش شیرین

alt) نمکی است، که تعدادی از اتم‌های هیدروژن قابل تعویض در مولکول آن، باقی‌مانده و خاصیت اسیدی دارد. نمک‌های اسیدی، معمولأ دارای یک یا چند فلز قلیایی و نیز یک یا چند اتم هیدروژن می‌باشند.
از نمک‌های اسیدی معروف و شناخته شده، می‌توان، به: سدیم هیدروسولفید (NaHS)، سدیم بی‌سولفات (NaHSO4)، مونوسدیم فسفات (NaH2PO4) و دی‌سدیم فسفات (Na2HPO4) اشاره کرد. نمک‌های اسیدی اغلب، در محلول‌های بافر استفاده می‌شوند..
به عنوان مثال؛ نمک اسیدی در سدیم بی‌سولفات، از ترکیب و سپس خنثی سازی نیمی از مولکول‌های سولفوریک اسید با سدیم هیدروکسید به وجود می‌آید:
H2SO4 + NaOH → NaHSO4 + H2O
ترکیبات نمک‌های اسیدی، می‌تواند خاصیت اسیدی یا بازی داشته باشند: برای نمک‌هایی که از کاتیون باز ضعیف و آنیون اسید قوی ساخته شده‌اند، اگر Ka> Kb  باشد، نمک، اسیدی بوده و اگر Kb> Ka باشد، نمک خنثی است. در نهایت، رابطه میان Ka و Kb تعیین‌کننده حالت نمک به دست آمده، خواهد بود.

## استفاده در مواد غذایی
برخی از نمک‌های اسیدی، در پخت‌وپز استفاده می‌شوند. نمک‌های اسیدی، در پودرهای کیک یافت می‌شوند و معمولاً به دو دسته دمای پایین (یا یک اثر) و دمای بالا (و یا دو اثر) تقسیم‌بندی می‌شوند.
معمولأ نمک‌های اسیدی در دمای پایین و در دمای اتاق واکنش نشان می‌دهند و برای ورآمدن یا به اصطلاح پُف کردن مورد استفاده قرار می‌گیرند. به عنوان نمونه می‌توان به: پتاسیم بی تارتارات، فسفات کلسیم و سیترات اشاره نمود.
نمک‌های اسیدی دمای بالا، در طول پخت ورآمده و معمولاً از نمک‌های آلومینیوم مانند کلسیم فسفات آلومینیوم تشکیل شده‌اند. برخی از نمک‌های اسید نیز ممکن است در مکمل قهوه یافت شوند.